# ミュウプロダクツ
株式会社ミュウプロダクツは、愛媛県大洲市徳森にかって存在した企業。

## 概要
1985年に資生堂と丸三産業の共同出資会社として設立。生理用品の製造を行い、販売･開発を資生堂子会社のエフティ資生堂が行っていた。2006年にエフティ資生堂が生理用品をユニ・チャームグループに譲渡した事に伴い、ユニ・チャームのグループ会社のユニ・チャームプロダクツの子会社となった。
その後は生理用ナプキン「センターイン」の生産を行いグループの生産全量を担っていた。2011年に生産集約による効率化を目的に、ミュウプロダクツの生理用品の生産がユニ・チャームプロダクツの香川県観音寺市内にある拠点などに移管され、2012年に会社清算となった。

## 沿革
- 1985年 - 資生堂と丸三産業の共同出資で「株式会社ミュウプロダクツ」設立。
- 2006年 - 資生堂が生理用品事業をユニ・チャームグループに譲渡した事に伴い、ユニ・チャームプロダクツの子会社となる。
- 2012年 - ユニ・チャームプロダクツに生産を移管し、会社清算。